# Saâdi Radouani
Saâdi Radouani (en arabe : سعدي رضواني) est un footballeur algérien né le 18 mars 1995 à Sétif. Il évolue au poste d'arrière droit à l'USM Alger.

## Carrière
Il évolue en première division algérienne avec les clubs de l'USM Alger, de la JS Kabylie et de l'ES Sétif.
Il participe à la Coupe de la confédération en 2017 avec la JSK ou il dispute 4 matchs. Il dispute ensuite la Ligue des champions d'Afrique en 2018 avec l'équipe de Sétif ou il joue 8 matchs. Son équipe s'incline en demi-finale face au club égyptien d'Al Ahly.
En 2022, il rejoue la Coupe de la confédération avec la l'USM Alger ou il dispute 12 matchs. Il inscrit deux buts et délivre trois passes décisives.
Le 3 juin 2023, au stade du 5 juillet 1962 à Alger, il remporte la Coupe de la confédération avec l'USM Alger face au club tanzanien Young Africans, ajoutant ainsi un deuxième titre à sa carrière après avoir déjà remporté le championnat d'Algérie en2015.

## Statistiques

### En club
| Saison                | Club                  | Championnat           | Championnat | Championnat | Championnat | Coupe nationale | Coupe nationale | Coupe nationale | Coupe de la Ligue | Coupe de la Ligue | Coupe de la Ligue | Compétition(s) continentale(s) | Compétition(s) continentale(s) | Compétition(s) continentale(s) | Compétition(s) continentale(s) | Supercoupe CAF | Supercoupe CAF | Supercoupe CAF | Algérie | Algérie | Algérie | Total | Total | Total |
| Saison                | Club                  | Division              | M.          | B.          | P.d.        | M.              | B.              | P.d.            | M.                | B.                | P.d.              | Comp.                          | M.                             | B.                             | P.d.                           | M.             | B.             | P.d.           | M.      | B.      | P.d.    | M.    | B.    | P.d.  |
| 2014-2015             | USM Alger             | Ligue 1               | 0           | 0           | 0           | -               | -               | -               | -                 | -                 | -                 | -                              | -                              | -                              | -                              | -              | -              | -              | -       | -       | -       | 0     | 0     | 0     |
| 2015-2016             | USM Alger             | Ligue 1               | 3           | 0           | 0           | -               | -               | -               | -                 | -                 | -                 | -                              | -                              | -                              | -                              | -              | -              | -              | -       | -       | -       | 3     | 0     | 0     |
| Sous-total            | Sous-total            | Sous-total            | 3           | 0           | 0           | -               | -               | -               | -                 | -                 | -                 | -                              | -                              | -                              | -                              | -              | -              | -              | -       | -       | -       | 3     | 0     | 0     |
| 2016-2017             | JS Kabylie            | Ligue 1               | 29          | 0           | 2           | 4               | 2               | 0               | -                 | -                 | -                 | C2                             | 6                              | 0                              | 0                              | -              | -              | -              | -       | -       | -       | 39    | 2     | 2     |
| 2017-2018             | JS Kabylie            | Ligue 1               | 25          | 1           | 2           | 5               | 1               | 1               | -                 | -                 | -                 | -                              | -                              | -                              | -                              | -              | -              | -              | -       | -       | -       | 30    | 2     | 3     |
| Sous-total            | Sous-total            | Sous-total            | 54          | 1           | 4           | 9               | 3               | 1               | -                 | -                 | -                 | -                              | 6                              | 0                              | 0                              | -              | -              | -              | -       | -       | -       | 69    | 4     | 5     |
| 2018-2019             | ES Sétif              | Ligue 1               | 24          | 2           | 1           | 5               | 0               | 1               | -                 | -                 | -                 | C1                             | 8                              | 0                              | 0                              | -              | -              | -              | -       | -       | -       | 37    | 2     | 2     |
| 2019-2020             | ES Sétif              | Ligue 1               | 16          | 2           | 3           | 3               | 0               | 0               | -                 | -                 | -                 | -                              | -                              | -                              | -                              | -              | -              | -              | -       | -       | -       | 19    | 2     | 3     |
| Sous-total            | Sous-total            | Sous-total            | 40          | 4           | 4           | 8               | 0               | 1               | -                 | -                 | -                 | -                              | 8                              | 0                              | 0                              | -              | -              | -              | -       | -       | -       | 56    | 4     | 5     |
| 2020-2021             | USM Alger             | Ligue 1               | 17          | 1           | 2           | -               | -               | -               | 3                 | 0                 | 0                 | -                              | -                              | -                              | -                              | -              | -              | -              | -       | -       | -       | 20    | 1     | 2     |
| 2021-2022             | USM Alger             | Ligue 1               | 24          | 0           | 2           | -               | -               | -               | -                 | -                 | -                 | -                              | -                              | -                              | -                              | -              | -              | -              | -       | -       | -       | 24    | 0     | 2     |
| 2022-2023             | USM Alger             | Ligue 1               | 23          | 2           | 0           | -               | -               | -               | -                 | -                 | -                 | C2                             | 12                             | 2                              | 3                              | -              | -              | -              | -       | -       | -       | 35    | 4     | 3     |
| 2023-2024             | USM Alger             | Ligue 1               | 28          | 1           | 2           | 4               | 0               | 0               | -                 | -                 | -                 | C2                             | 10                             | 1                              | 0                              | 1              | 0              | 0              | -       | -       | -       | 43    | 2     | 2     |
| 2024-2025             | USM Alger             | Ligue 1               | 18          | 0           | 4           | 2               | 0               | 0               | -                 | -                 | -                 | C2                             | 8                              | 2                              | 1                              | -              | -              | -              | 1       | 0       | 0       | 29    | 2     | 5     |
| Sous-total            | Sous-total            | Sous-total            | 110         | 4           | 10          | 6               | 0               | 0               | 3                 | 0                 | 0                 | -                              | 30                             | 5                              | 4                              | 1              | 0              | 0              | 1       | 0       | 0       | 151   | 9     | 14    |
| Total sur la carrière | Total sur la carrière | Total sur la carrière | 207         | 9           | 18          | 23              | 3               | 2               | 3                 | 0                 | 0                 | -                              | 44                             | 5                              | 4                              | 1              | 0              | 0              | 1       | 0       | 0       | 279   | 17    | 24    |

## En sélection nationale
| Saison                | Sélection             | Phases finales        | Phases finales | Phases finales | Phases finales | Éliminatoires CDM | Éliminatoires CDM | Éliminatoires CDM | Éliminatoires CAN | Éliminatoires CAN | Éliminatoires CAN | Matchs amicaux | Matchs amicaux | Matchs amicaux | Total | Total | Total |
| Saison                | Sélection             | Compétition           | M              | B              | Pd             | M                 | B                 | Pd                | M                 | B                 | Pd                | M              | B              | Pd             | M     | B     | Pd    |
| --------------------- | --------------------- | --------------------- | -------------- | -------------- | -------------- | ----------------- | ----------------- | ----------------- | ----------------- | ----------------- | ----------------- | -------------- | -------------- | -------------- | ----- | ----- | ----- |
| 2024-2025             | Algérie               | -                     | -              | -              | -              | -                 | -                 | -                 | 1                 | 0                 | 0                 | -              | -              | -              | 1     | 0     | 0     |
| Total sur la carrière | Total sur la carrière | Total sur la carrière | -              | -              | -              | -                 | -                 | -                 | 1                 | 0                 | 0                 | -              | -              | -              | 1     | 0     | 0     |

### Matchs internationaux
Le tableau suivant liste les rencontres de l'équipe d'Algérie dans lesquelles Saâdi Radouani a été sélectionné depuis le 14 octobre 2024 jusqu'à présent :

## Palmarès
| USM Alger - Championnat d'Algérie (1) : - Champion : 2015-16. - Coupe de la Confédération (1) : - Vainqueur : 2022-23. - Supercoupe (1): - Vainqueur: 2023 | JS Kabylie - Coupe d'Algérie : - Finaliste : 2017-18. |